# Cardiophorus auarita
Cardiophorus auarita is een keversoort uit de familie kniptorren (Elateridae). De wetenschappelijke naam van de soort is voor het eerst geldig gepubliceerd in 1999 door Liberto & Wurst.